# Witteveen (winkelketen)
Modeketen Witteveen was een Nederlandse winkelketen die van 1883 tot en met 2019 heeft bestaan.

## Geschiedenis

### Oprichting
Meindert Witteveen (1857, Joure) begon in 1883 in Heerenveen een eigen manufacturenzaak onder de naam M.J. Witteveens Mode-magazijnen. Vanaf 1887 bood de winkel, naast alle benodigdheden om kleren te naaien, ook kant-en-klare mantels te koop aan. Omdat de verkoop hiervan zo voorspoedig verliep veranderde de naam van de winkel in 1900 in Mantelmagazijn Witteveen.
Meinderts zoon Josephus Theodorus Witteveen opende in 1913 een winkel in Heerlen die onder de eigen bedrijfsnaam J.Th.Witteveen N.V. tot 1964 bleef bestaan. In tegenstelling tot het ouderlijk bedrijf lag de nadruk hier sterk op de damesconfectie, die Josephus zelf voor een groot deel in Berlijn inkocht. In 1964 werd de winkel verkocht aan Vinke's Verenigde Modemagazijnen n.v. te Utrecht, die de naam in 1966 wijzigde in Modemagazijn Vinke Heerlen n.v..
In 1919 werd Mantelmagazijn Witteveen omgezet in de N.V. M.J. Witteveens Mode-Magazijnen met als vestigingsplaats Heerenveen. Meindert hield de meerderheid van het aandelenpakket, de rest werd verdeeld onder zijn tien kinderen.

### Uitbreiding

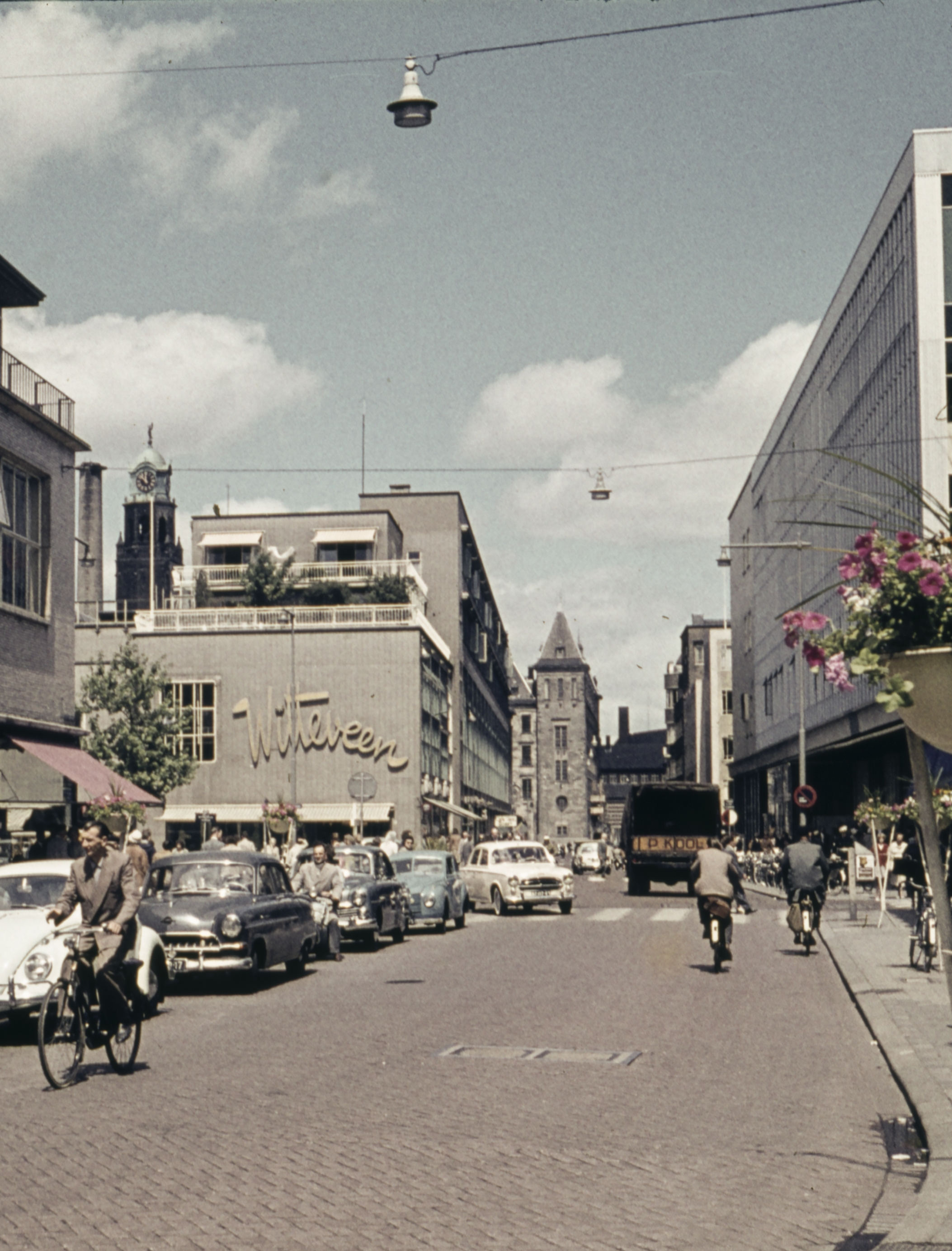
Witteveenwinkel in Rotterdam, 1960

In 1919 vatte Josephus Theodorus het idee op om een filiaal te openen in Eindhoven, maar zijn vader had een ander plan. Op 13 september 1919 opende hij Mantelmagazijn Witteveen, dat door zijn 24-jarige zoon Gregorius Vincent Witteveen geleid zou gaan worden.
De collectie leek op die van de winkel in Heerlen en werd voor een deel ook ingekocht in Berlijn. Gregorius verzorgde de inkoop, administratie en publiciteit, en nam twee verkoopsters in dienst voor de winkel en een naaister om de kleding aan te passen aan de wensen van de klanten.
Een derde broer, Theodorus Josephus Witteveen, opende in 1927 een winkel in Breda. Omdat de zaak in Heerenveen kort hiervoor was gesloten, werd Breda de hoofdzetel. In 1930 opende Theodorus een tweede zaak in Tilburg.
Oprichter Meindert Witteveen overleed op 20 augustus 1927 in zijn laatste woonplaats Breda. Na zijn dood werd de hoofdzetel van het bedrijf overgeplaatst naar Eindhoven. Van hieruit werd op 15 maart 1940 een filiaal geopend in de Amsterdamse Kalverstraat. Vervolgens vestigde ook het bedrijf zich statutair te Amsterdam, na een omzetting van de naamloze vennootschap in een vennootschap onder firma. De nieuwe naam werd Firma M.J. Witteveens Modemagazijnen, met de twee broers Gregorius Vincent en Theodorus Josephus als firmanten. Na de oorlog opende de firma in 1947 een filiaal in Rotterdam, aanvankelijk onder de naam De Hollandsche Lelie, later omgezet in M.J. Witteveens Modemagazijnen.

### Bloei en einde van het familiebedrijf

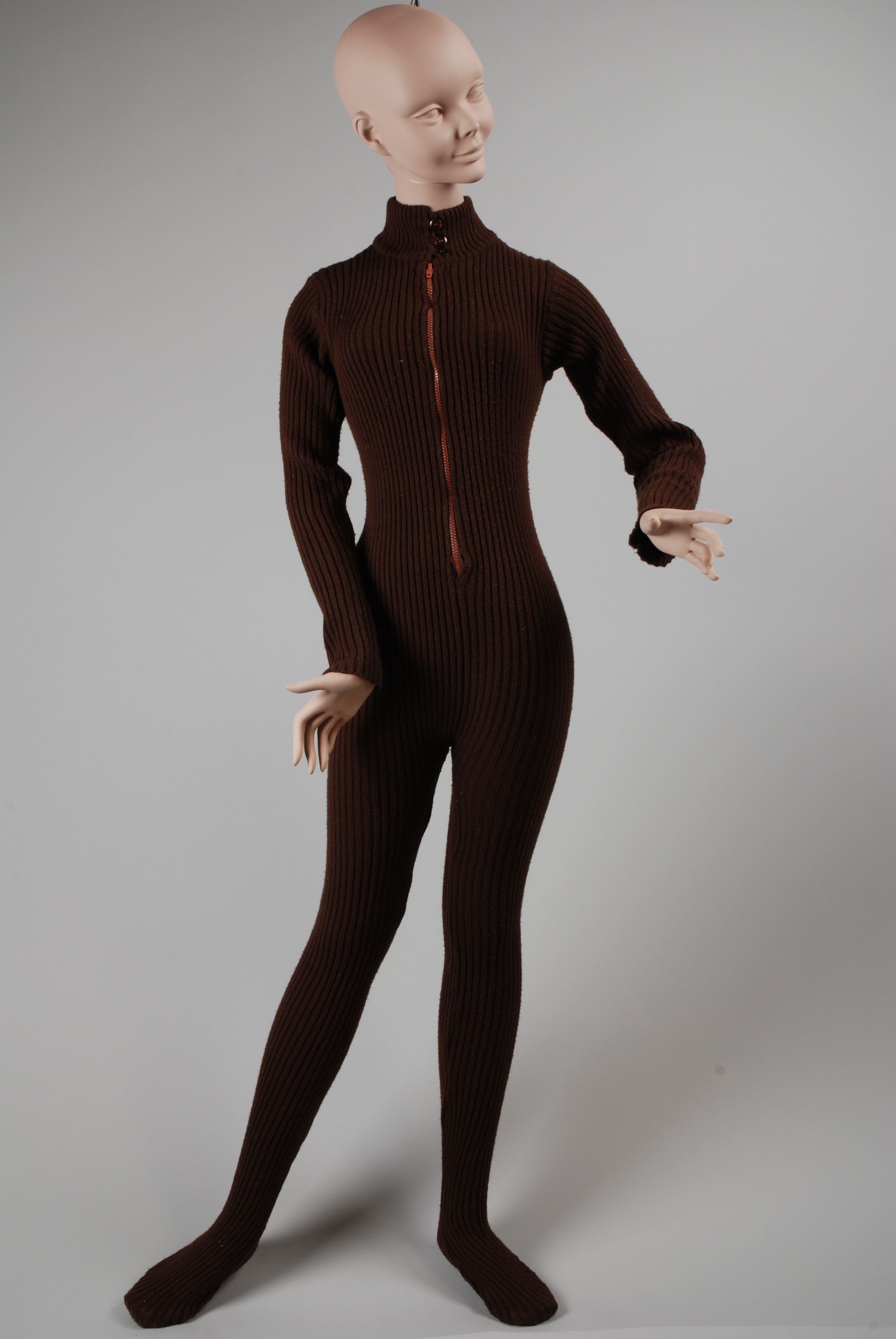
Jumpsuit van Witteveen, 1970

Eind jaren 40 scheidden de wegen van de twee broers zich, waarbij de namen veranderden in N.V. Kledingmagazijnen M.J. Witteveen (met zaken in Eindhoven en Amsterdam) en N.V. Kledingmagazijnen Th.J. Witteveen (met zaken in Breda, Tilburg en Rotterdam).
Tussen 1950 en 1970 liepen de zaken goed en opende N.V. Kledingmagazijnen M.J. Witteveen een groot aantal nieuwe filialen. Nadat deze in 1972 was omgezet in een besloten vennootschap werd eind 1977 de naam gewijzigd in Witteveen Beheer B.V. De exploitatie van de winkels werd voortgezet door de eveneens nieuwe M.J. Witteveen's Modemagazijn B.V.
In 1986 werden de aandelen van M.J. Witteveen's Modemagazijn B.V. overgenomen door E.H. de Waal Holdingmaatschappij b.v., die al eigenaar was van Hij Herenmode B.V. Op dat moment bestond de keten uit 34 winkels in Nederland en 14 in België. De winkelformule werd gewijzigd naar aanbod voor modebewuste vrouwen van 25 - 40 jaar en ging werken onder de nieuwe naam ZIJ.
De tweede Witteveen-vennootschap, N.V. Kledingmagazijnen Th.J. Witteveen, vestigde zich in 1961 statutair in Breda. Eind jaren 60 vertrekt Joop Witteveen bij het familiebedrijf en wordt in 1970 de eerste directeur van de concurrerende nieuwe Nederlandse modeketen Claudia Sträter. In 1994 wordt het kwakkelende Witteveen opnieuw leven ingeblazen door Joops zoon (en Meinderts achterkleinzoo)n Michiel Witteveen, die samen met Michiel Herter via investeringsmaatschappij Manaus de aandelen van Witteveen Mode en Miss Moderie opkoopt. Met de filialen van beide ketens wordt opnieuw een winkelketen gestart onder de naam Witteveen mode B.V. De eigenaar wordt Hollands Winkel Bezit B.V. In 1998 wordt de keten doorverkocht aan Euretco. Op het hoogtepunt bestond de modeketen uit 98 filialen.

### Faillissement
Na verschillende overnames werd Witteveen Mode begin 2016 voor 1,5 miljoen euro overgenomen door O&C, een investeringsmaatschappij die zich richt op ondernemingen die onderpresteren of in een financiële crisis verkeren. Dat was nadat Witteveen in 2014 een verlies van 1,4 miljoen en in 2015 een verlies van 9 ton euro had geboekt. De overname was geen succes en in juli 2017 werd de modeketen failliet verklaard wegens een hoge belastingschuld en het zich niet houden aan de betalingsregeling.

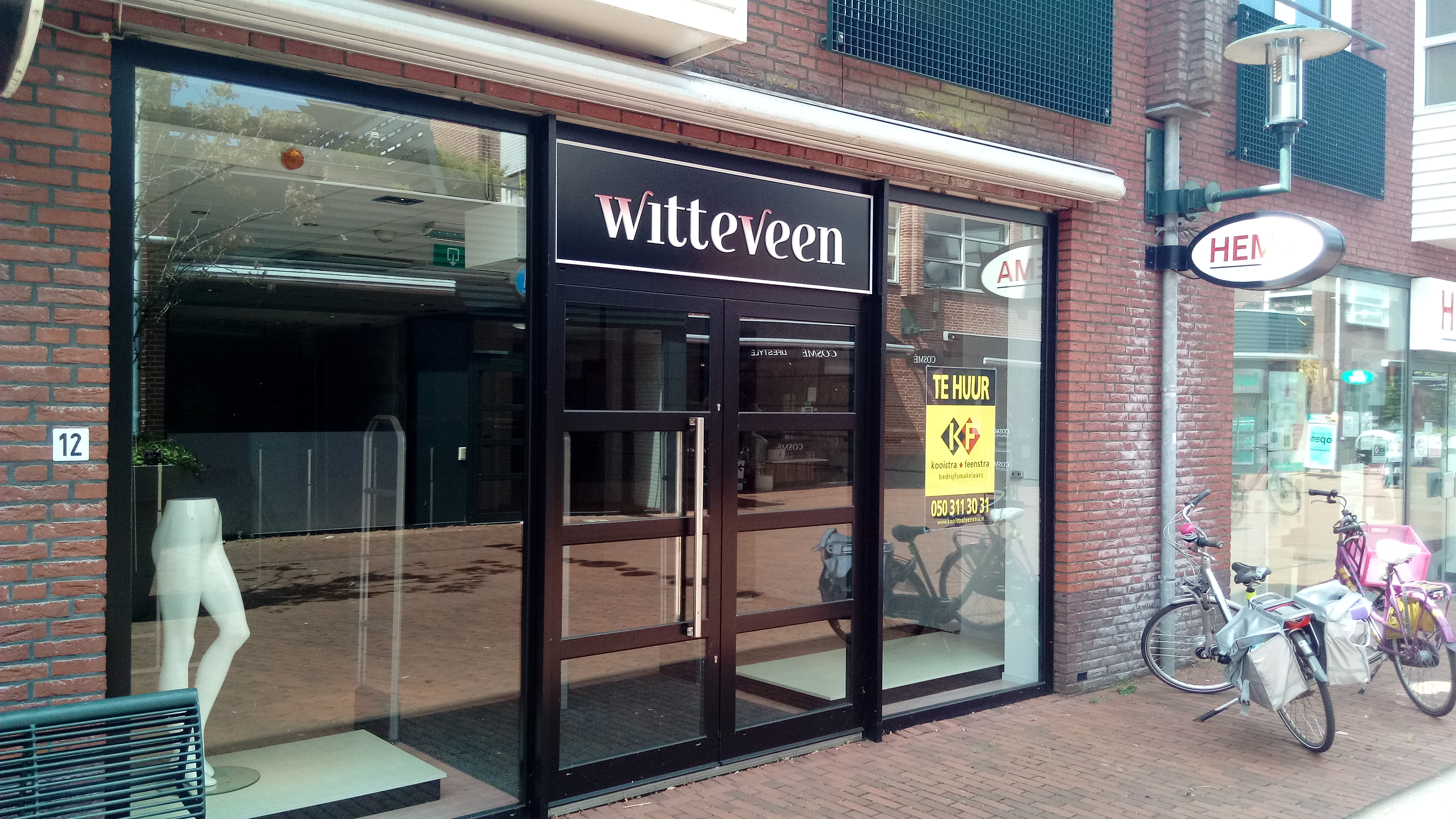
Gesloten Witteveenfiliaal (nieuw lettertype) in Haren, 2020

De oorzaken lagen volgens het bedrijf in het niet meer kunnen bereiken van de oorspronkelijke klantengroep van de wat oudere vrouw. Ook de introductie van een nieuw winkelconcept sloeg niet aan. Daarnaast bleef de keten werken met een zomer- en wintercollectie, terwijl in de jaren 10 van de 21ste eeuw de mode zich ontwikkelde naar fast fashion, met meerdere collecties die elkaar snel opvolgen.
Ondernemer Lex Hes kocht in 2017 de 70 best lopende filialen van Witteveen op. Zomer 2019 ging Vidrea Retail, inkooporganisatie voor de ketens Witteveen en Miller & Monroe failliet. Najaar 2019 moest het ene na het andere filiaal van Witteveen sluiten en ging de keten terug naar 50 filialen. Meer sluitingen volgden, en december 2019 werd Witteveen definitief failliet verklaard. Het bedrijf telde op dat moment nog 30 filialen en 170 medewerkers.